# Lithospermum album
Lithospermum album är en strävbladig växtart som först beskrevs av Guy L. Nesom, och fick sitt nu gällande namn av J.I.Cohen. Lithospermum album ingår i släktet stenfrön, och familjen strävbladiga växter. Inga underarter finns listade i Catalogue of Life.